# 辺境
| ウィキペディアには「辺境」という見出しの百科事典記事はありません（タイトルに「辺境」を含むページの一覧/「辺境」で始まるページの一覧）。 代わりにウィクショナリーのページ「辺境」が役に立つかもしれません。 |